# Pterotus curticornis
Pterotus curticornis is een keversoort uit de familie glimwormen (Lampyridae). De wetenschappelijke naam van de soort werd voor het eerst geldig gepubliceerd in 1978 door Chemsak.